# Simon Tahamata
Simon Melkianus Tahamata (* 26. Mai 1956 in Vught) ist ein niederländischer ehemaliger Fußballspieler mit Vorfahren von den Molukken, der mit Ajax Amsterdam dreimal niederländischer und mit Standard Lüttich zweimal belgischer Meister wurde. Von 1979 bis 1986 spielte er in der niederländischen Nationalmannschaft.

## Karriere

### Verein
Tahamatas Familie lebte in Tiel, wo er bei der örtlichen TSV Theole erstmals organisiert Fußball spielte. Noch in der Jugend wechselte er 1972 zum AFC Ajax ins rund 80 Kilometer entfernte Amsterdam. Hier begann mit seinem ersten Vertrag 1975 die Profikarriere des linken Flügelstürmers. In der Rückrunde der Saison 1976/77 entwickelte sich Tahamata unter Trainer Tomislav Ivić zum Stammspieler. Mit Tscheu La Ling bildete der einzige dunkelhäutige Spieler im Team die Flügelzange der erfolgreichen Mannschaft um Piet Schrijvers, Wim Suurbier und Ruud Krol. Er war ein Kämpfer, ein Arbeiter, ein brillanter Dribbler. Der nur 1,59 Meter große Siempie, so sein Kosename, ließ sich auch von kleinen Fouls des Gegners nicht beeindrucken, spielte unermüdlich, bis er seine Flanke fast von der Torauslinie in die Mitte bringen konnte. Seine Einstellung und sein „entwaffnendes Lächeln“ machten ihn zu einem Favoriten der Zuschauer.
In der Rückrunde der Saison 1978/79 ließen Tahamatas Leistungen im Verein nach (dennoch wurde er in dieser Zeit überraschend Nationalspieler). Er hatte sich darüber hinaus durch sein Bekenntnis zum Freiheitskampf der Südmolukken (siehe Abschnitt „Abseits des Fußballs“ unten) einen mächtigen Gegner im Verein gemacht, schreibt Jan Luitzen: Vorstandsmitglied Jan Westrik war mit einer Indonesierin verheiratet, der „ein Diamant von den Molukken auf dem linken Flügel ein Dorn im Auge gewesen sein muss.“ Als im September 1979 Leo Beenhakker und sein „Co“ Bobby Haarms Cor Brom im Traineramt ablösten, richteten sie jedoch ihre taktische Richtung ganz an den beiden Flügelzangen Tahamata und Ling aus. Tahamatas Vertrag wurde entsprechend noch einmal bis 1980 verlängert. Doch danach ließ Ajax ihn endgültig ziehen, nach 109 Spielen in der Ehrendivision mit 13 Toren sowie 17 internationalen Begegnungen im Europapokal der Landesmeister und im UEFA-Pokal, in denen er drei Treffer erzielte.
Tahamata wechselte nach Belgien zu Standard Lüttich. Hier hatte er seine wohl erfolgreichste Zeit, „durfte mit all den Nationalspielern zusammenspielen: Haan, Preud’homme, Gerets, Meeuws, Sigurvinsson, [...] später auch noch Hrubesch“. Bis 1984 erzielte er in 129 Erstligaspielen 40 Tore. Mit Standard Lüttich wurde er 1982 und 1983 belgischer Meister und erreichte 1982 das Finale im Europapokal der Pokalsieger, das nur knapp gegen den FC Barcelona in dessen Stadion verloren ging. Der Verein führt ihn noch 2011 auf seiner Homepage als eine der 30 „Spielerlegenden“ der Klubgeschichte.
1984 kehrte er für drei Jahre in die Niederlande zurück und unterschrieb bei Feyenoord Rotterdam. Hier saß er jedoch zunächst eine halbjährige Sperre aufgrund seiner Verwicklung in einen Bestechungsskandal ab, ehe er zum Stammspieler und „einem der wenigen Lichtblicke der Flaute [Feyenoords] in den 80er Jahren“ wurde. 87 Spiele in der Ehrendivision standen danach zu Buche, in denen er 29 Tore erzielte.
Seinen nächsten Vertrag unterschrieb er allerdings wieder in Belgien, diesmal bei Beerschot VAC. In 99 Liga-Spielen kam er hierauf 12 Tore, bevor er ab 1990 seine letzte Profistation bei Germinal Ekeren antrat. Bis 1996 kam er dort in 180 Spielen zum Einsatz und erzielte dabei noch 19 Tore. Insgesamt waren es somit in beiden Ligen 604 Spiele und 113 Tore. 1996 beendete er, zehn Tage nach seinem 40. Geburtstag, seine Laufbahn.

### Nationalmannschaft
Simon Tahamata spielte 22-mal für die niederländische Nationalmannschaft. Im Mai 1979 erfuhr er über das Fernsehen, dass er erstmals für die Elftal ausgewählt war – Bondscoach Jan Zwartkruis brauchte ihn als Ersatz für den verletzten Ernie Brandts, hatte jedoch in Vor-Handyzeiten keine Telefonnummer, um ihn zu erreichen. Es ging um das Spiel der FIFA anlässlich ihres 75. Bestehens: eine Neuauflage des WM-Finales gegen Argentinien, das im Berner Wankdorfstadion ausgetragen wurde. In dem Revanchematch standen bei den Niederländern noch fünf Spieler in der Startformation, die im Vorjahr das Nachsehen gehabt hatten, neben Kapitän Ruud Krol waren dies Wim Jansen, Johan Neeskens, Jan Poortvliet und Johnny Rep. Tahamata debütierte auf der Linksaußenposition, die in Buenos Aires noch der kurz vor dem Spiel in Bern zurückgetretene Rob Rensenbrink ausgefüllt hatte. Er zeigte bei seinem Debüt „alle Tricks, die er auf der Straße mit seinen molukkischen Freunden gelernt hatte“ und spielte seinen Gegenspieler Jorge Olguín und dessen Kollegen Osvaldo Ardiles schwindlig. Beide verschossen im anschließenden Elfmeterschießen – im Spiel waren keine Tore gefallen – ihre Strafstöße, ebenso wie René van de Kerkhof, der nach 62 Minuten für Tahamata ins Spiel gekommen war, und die beiden Jan Peters’ (einer von AZ’67, der andere von Feyenoord) in der niederländischen Mannschaft; mit 8:7 entschieden die Argentinier, bei denen der 19-jährige Diego Maradona aus der Mannschaft hervorstach, die Begegnung erneut für sich. „Es war wohl ein bisschen das Spiel zweier kleiner Männer, auch wenn Maradona doch noch ein Stückchen größer und kräftiger war als ich,“ erinnert sich Tahamata.
In den nächsten fünf Spielen gehörte er zur Startformation, dreimal davon gemeinsam mit seinem Ajax-Flügelpartner La Ling. Das bemerkenswerteste dieser Spiele war sicher der 3:2-Sieg über die DDR-Auswahl in Leipzig, mit dem Oranje sich statt der Ostdeutschen die Teilnahme an der EM in Italien sicherte. Zwartkruis musste aufgrund von Verletzungen improvisieren; im Angriff spielten mit Tahamata, La Ling und van de Kerkhof drei Flügelstürmer. Die DDR führte nach einer guten halben Stunde mit 2:0, nach 40 Minuten gerieten La Ling und Konrad Weise aneinander und wurden des Platzes verwiesen. Doch noch vor der Pause konnten die Niederländer auf Flanke von Tahamata durch einen Kopfball von Frans Thijssen den Anschlusstreffer erzielen. Nach der Pause „drehte [die Mannschaft] das Spiel und zeigte eine hervorragende Kämpfermentalität“. Der eingewechselte Kees Kist und van de Kerkhof sorgten für den Endstand.
Als Tahamatas Leistungen in der Endphase seines Vertrags bei Ajax nachließen, berücksichtigte ihn auch Zwartkruis nicht mehr für die Nationalmannschaft; das Team fuhr ohne ihn nach Italien. Erst als er in Lüttich wieder gute Leistungen zeigte, kehrte er zurück. Die Nationalmannschaft hatte jedoch ihre großen Zeiten erst einmal hinter sich; Tahamata stand in einem Team, das sich –
wenn auch jedes Mal sehr knapp – nicht für die Weltmeisterschaften 1982 und 1986 und die EM 1984 qualifizierte. Am 21. Dezember 1986 hatte Tahamata seinen letzten von 22 Auftritten im Oranje-Dress, bei denen er zwei Tore erzielte. Gegen Zypern gab es dabei in Limassol einen 2:0-Sieg in der Qualifikation zur EM 1988, die anderthalb Jahre später mit dem einzigen Titel der Niederlande endete.

## Erfolge
- Niederländischer Meister mit Ajax Amsterdam: 1976/77, 1978/79, 1979/80
- KNVB-Pokal mit Ajax Amsterdam: 1978/79
- Belgischer Meister mit Standard Lüttich: 1981/82, 1982/83
- Belgischer Pokalsieger mit Standard Lüttich: 1980/81

## Nach der aktiven Karriere
Bis zum 1. Mai 2009 war er Jugendtrainer bei Ajax Amsterdam. Dann wurde er Jugendtrainer in der Al-Ahli Soccer Academy in Arabien. Dort erhielt der ehemalige Nationalspieler einen Fünf-Jahres-Vertrag.

## Abseits des Fußballs
Tahamatas Vater war Soldat der Koninklijk Nederlandsch-Indisch Leger (KNIL), der Streitkräfte in Niederländisch-Indien gewesen. Als Süd-Molukker hoffte er darauf, dass die KNIL die 1950 einseitig ausgerufene Republik Maluku Selatan vor der indonesischen Vorherrschaft bewahren könne. Als Indonesien die Südmolukken eroberte, ging Tahamatas Vater wie rund 4.000 weitere molukkische KNIL-Angehörige und ihre Familien ins niederländische Exil. Einige von ihnen wurden in Tahamatas Geburtsort Vught im ehemaligen KZ Herzogenbusch angesiedelt. Den Stolz, Südmolukker zu sein, hatte Simon Tamahatas Vater an seine Kinder – Simon hatte elf Geschwister – weitergegeben. Als in der zweiten Hälfte der 1970er Jahre niederländische Molukker der zweiten Generation für Anerkennung und Freiheit ihres Volkes kämpften und dabei auch zu terroristischen Gewalttaten griffen, die Todesopfer forderten – unter anderem wurden zwei Züge angehalten, besetzt und die Passagiere als Geiseln genommen – gab Tahamata seiner Sympathie für die Ziele, wenn auch nicht für die Mittel, seiner Landsleute Ausdruck, die er nicht als Terroristen, sondern als „Freiheitskämpfer“ sah.
Dank seines musikalischen Talents – „ich konnte passabel Gitarre spielen, eher für den Hausgebrauch, aber darum ließen sie mich das Liedchen singen“ – durfte er das Lied We gaan naar Rome („Wir fahren nach Rom“) aufnehmen, das im Dezember 1979 als Single veröffentlicht wurde. Die Platte war gedacht als Hymne für die EM 1980 in Italien. Tahamata gehörte jedoch nicht zum Kader.